# Кеті Ломанн
Кетрін «Кеті» Ломанн (англ. Katherine «Katie» Lohmann; нар. 29 січня 1980, Scottsdale, Arizona, США) — американська акторка і фотомодель. Playmate журналу «Playboy» у квітні 2001 року. Лауреатка премії Action On Film International Film Festival (2011).

## Вибрана фільмографія
| Рік       |   | Українська назва    | Оригінальна назва           | Роль                          |
| --------- | - | ------------------- | --------------------------- | ----------------------------- |
| 2001      | ф | Березневі коти      | Tomcats                     | дівчина                       |
| 2001      | ф | Штучний розум       | Artificial Intelligence: AI | дівчина                       |
| 2001      | ф | Хлопець з бульбашки | Bubble Boy                  | культова учасниця             |
| 2002      | ф | Ципочка             | The Hot Chick               | стриптизерка                  |
| 2003      | с | Монк                | Monk                        | дівчина                       |
| 2003      | с | Частини тіла        | Nip/Tuck                    | дівчина на вечірці            |
| 2003—2008 | с | Ріно 911            | Reno 911!                   | Тереза Гоук / стриптизерка №2 |
| 2005      | с | Як сказав Джим      | According to Jim            | приваблива жінка              |
| 2006      | ф | Кімната №6          | Room 6                      | медсестра Лоу                 |